# Plaza Ba Dinh
La plaza Ba Dinh (en vietnamita: Quảng Trường Ba Đình)  es el nombre de una famosa plaza en Hanói, donde el presidente Ho Chi Minh leyó la proclamación de la independencia de la República Democrática de Vietnam el 2 de septiembre de 1945. Recibe su nombre del levantamiento de Ba Đình, una rebelión contra los franceses que tuvo lugar en Vietnam en 1886-1887 como parte del movimiento Vương Cần. Cuando Ho Chi Minh murió, el Mausoleo de Ho Chi Minh de granito fue construido aquí para exhibir su cuerpo embalsamado. Sigue siendo un importante sitio de turismo y peregrinación.
La plaza Ba Dinh se encuentra en el centro del distrito de Ba Dinh, con varios edificios importantes situados a su alrededor, incluyendo el Palacio Presidencial, el Ministerio de Relaciones Exteriores, el Ministerio de Planificación e Inversiones, y un nuevo edificio de la Asamblea Nacional, actualmente en construcción (en  sustitución de la demolición del ayuntamiento de Ba Dinh).